# Дмитриевка (Ракитянский район)
Дмитриевка — село в Ракитянском районе Белгородской области России. Административный центр Дмитриевского сельского поселения.

## География
Село расположено в западной части Белгородской области, в 10 км к юго-востоку от районного центра Ракитное.

## История

### Происхождение названия
Территория нынешнего Дмитриевского сельского округа осваивалась карповскими казаками — однодворцами, которым принадлежали лежащие вокруг земли с лесами, покосами и прочими угодьями. Во второй половине XVII века землями «завладели помещики»..., которые «поселили…хутора крестьян и черкасов дворами, на которых и мельницы построили». На месте нынешней Дмитриевки «…карповский же помещик маеор Дмитрий Шишков поселил близ сенных покосов слободу черкас и огородними месты имел на самых сенокосах» (Дмитрий Михайлович Шишков, имение которого находилось в деревне Мощёное Карповского уезда, захватывал земли однодворцев и селил на них своих крестьян и черкас и на территориях нынешних Ивнянского и Яковлевского районов).
В документах первой половины XIX века слобода Дмитриевка упоминалась как крепостное село графа Дмитрия Николаевича Шереметева. В этой связи полагают, что и название села связано с его именем.

### Легенды
Слобода находилась рядом с вотчиной графа Шереметева. О том, как ее жители окончательно стали крепостными, рассказывает сказание-легенда. В 1839 году жители Дмитриевки начали строительство церкви, но у них не хватило леса и они обратились к графу Николаю Петровичу Шереметеву, вотчина которого находилась на борисовской земле. Граф выделил недостающее количество леса, но потребовал передать слободу во владение своего сына, дать ей его имя и освятить церковь на день святого Дмитрия. Жители слободы согласились с этим условием.

### Исторический очерк
Дмитриевка возникла после завершения строительства Белгородской оборонительной черты как слобода в 18 верстах северо-восточнее города-крепости Хотмыжск и в 15 верстах северо-западнее города Карпова. Население слободы пополнялось служилыми людьми и беглыми из других мест Московского государства, переселенцами из правобережной Украины.
По данным осенней переписи 1884 года: Грайворонского уезда волостная слобода Дмитриевка и хутор Подкабельский — 372 двора (370 изб), 2269 жителей (1166 мужчин, 1103 женщины), грамотных 86 мужчин, 4 женщины и 27 мальчиков-учащихся местной школы; земельный надел 1668,9 десятины (1532,8 усадебной и пахотной — чернозем с глиной и 136,1 дес. сенокоса), 30 «промышленных заведений», 2 трактира, 2 лавки; в Дмитриевской волости — 3 слободы, 2 деревни и 4 хутора.
11 августа 1897 года в селе открыли библиотеку-читальню.
В 1929 году малочисленные колхозы («Маяк», «Политотдел», «Свой путь», «Красный Октябрь» и др.) были объединены в колхоз «Гигант» (председатель — Наливайко).
В 1932 году Дмитриевка была одним из крупных населенных пунктов на территории Ракитянского района. В Дмитриевский сельсовет входило 2 села, 2 поселка, хутор, 8 выселок.
В годы Великой Отечественной войны Дмитриевская земля была оккупирована врагом, а затем стала ареной упорных боев на Курской дуге.
Село было захвачено 21 октября 1941 года. В период оккупации несколько жителей села были расстреляны за сопротивление захватчикам.
Освобождено 23 февраля 1943 года частями 184 стрелковой дивизии, входившей в состав 40-й армии под командованием К.С. Москаленко.
Однако в начале марта гитлеровцы нанесли советским войскам поражение под Харьковом и вынудили их оставить Харьков, Белгород, Томаровку и отойти на линию Введенская Готня—станция Сумовская—Стадница—Дмитриевка—Коровино—Казацкое—Стрелецкое—Ерик. Так дмитриевская земля оказалась на южном фасе Курской дуги.
На Великую Отечественную войну из села ушли 1720 человек, вернулись только 802 человека. 46 воинов награждены орденами, а Бережной П.И. стал полным кавалером ордена Славы (погиб 16.01.1945 года).
В 1967 году в Дмитриевке на месте церкви построили Дом культуры, в 1975 году завершили сооружение плотины, и в селе появился красивый пруд. В Дмитриевке проведен водопровод, газ.
В 1994 году появилась мини-пекарня, в 1996 году — горохорушка; в 1998 году завершено строительство нового здания средней школы (600 мест).
В 1997 году Дмитриевка (361 личное хозяйство, 928 жителей) — центр Дмитриевского сельского округа (3 села, 7 поселков и 2 хутора) в Ракитянском районе.

## Население
X ревизия 1857 года записала в слободе Дмитриевке — «977 душ мужского пола».
В 1902 году в селе Дмитриевке проживало 2307 человек (1152 мужчины и 1155 женщин).
В 1979 году в Дмитриевке было 915 жителей, через 10 лет — 876 (349 мужчин, 527 женщин).
| 2002 | 2010 |
| ---- | ---- |
| 890  | ↘880 |